# Halowe Mistrzostwa Europy w Lekkoatletyce 1971 – bieg na 60 m kobiet
Bieg na 60 metrów kobiet – jedna z konkurencji biegowych rozgrywanych podczas halowych lekkoatletycznych mistrzostw Europy w hali Festiwalna w Sofii. Eliminacje, półfinały i bieg finałowy zostały rozegrane 14 marca 1971. Zwyciężyła reprezentantka Niemieckiej Republiki Demokratycznej Renate Meißner, która tym samym obroniła tytuł zdobyty na poprzednich mistrzostwach. W finale wyrównała czasem 7,3 s własny nieoficjalny halowy rekord świata.

## Rezultaty

### Eliminacje
Rozegrano 4 biegi eliminacyjne, do których przystąpiły 24 biegaczki. Awans do półfinału dawało zajęcie jednego z pierwszych trzech miejsc w swoim biegu (Q).
Opracowano na podstawie materiału źródłowego.
Bieg 1
| Miejsce | Zawodniczka         | Czas | Uwagi |
| ------- | ------------------- | ---- | ----- |
| 1       | Györgyi Balogh      | 7,5  | Q     |
| 2       | Michèle Beugnet     | 7,6  | Q     |
| 3       | Eva Putnová         | 7,7  | Q     |
| 4       | Iwanka Wyłkowa      | 7,7  |       |
| 5       | Francine van Assche | 7,8  |       |
| 6       | Anneli Olsson       | 7,8  |       |

Bieg 2
| Miejsce | Zawodniczka      | Czas | Uwagi |
| ------- | ---------------- | ---- | ----- |
| 1       | Renate Meißner   | 7,4  | Q     |
| 2       | Sylviane Telliez | 7,5  | Q     |
| 3       | Heide Rosendahl  | 7,5  | Q     |
| 4       | Cecilia Molinari | 7,6  |       |
| 5       | Trudy Ruth       | 7,6  |       |
| 6       | Branislava Gak   | 7,6  |       |

Bieg 3
| Miejsce | Zawodniczka        | Czas | Uwagi |
| ------- | ------------------ | ---- | ----- |
| 1       | Irena Szewińska    | 7,6  | Q     |
| 2       | Annelie Wilden     | 7,6  | Q     |
| 3       | Wilma van den Berg | 7,7  | Q     |
| 4       | Jordanka Jankowa   | 7,7  |       |
| 5       | Christa Kepplinger | 7,8  |       |
| 6       | Aurelia Mărășescu  | 7,9  |       |

Bieg 4
| Miejsce | Zawodniczka      | Czas | Uwagi |
| ------- | ---------------- | ---- | ----- |
| 1       | Annegret Irrgang | 7,4  | Q     |
| 2       | Margit Nemesházi | 7,6  | Q     |
| 3       | Olga Czernowa    | 7,7  | Q     |
| 4       | Mieke Sterk      | 7,7  |       |
| 5       | Joanna Sikorska  | 7,8  |       |
| 6       | Carmen Mähr      | 7,8  |       |

### Półfinały
Rozegrano 2 biegi półfinałowe, w których wystartowało 12 biegaczek. Awans do finału dawało zajęcie jednego z trzech pierwszych miejsc w swoim biegu (Q).
Opracowano na podstawie materiału źródłowego.
Bieg 1
| Miejsce | Zawodniczka        | Czas | Uwagi |
| ------- | ------------------ | ---- | ----- |
| 1       | Annegret Irrgang   | 7,4  | Q     |
| 2       | Sylviane Telliez   | 7,4  | Q     |
| 3       | Györgyi Balogh     | 7,5  | Q     |
| 4       | Michèle Beugnet    | 7,6  |       |
| 5       | Wilma van den Berg | 7,7  |       |
| 6       | Eva Putnová        | 7,7  |       |

Bieg 2
| Miejsce | Zawodniczka      | Czas | Uwagi |
| ------- | ---------------- | ---- | ----- |
| 1       | Renate Meißner   | 7,4  | Q     |
| 2       | Irena Szewińska  | 7,5  | Q     |
| 3       | Heide Rosendahl  | 7,5  | Q     |
| 4       | Annelie Wilden   | 7,5  |       |
| 5       | Margit Nemesházi | 7,6  |       |
| 6       | Olga Czernowa    | 7,7  |       |

### Finał
Opracowano na podstawie materiału źródłowego.
| Miejsce | Zawodniczka      | Czas | Uwagi |
| ------- | ---------------- | ---- | ----- |
| 1       | Renate Meißner   | 7,3  | =     |
| 2       | Sylviane Telliez | 7,4  |       |
| 3       | Annegret Irrgang | 7,4  |       |
| 4       | Irena Szewińska  | 7,5  |       |
| 5       | Heide Rosendahl  | 7,5  |       |
| 6       | Györgyi Balogh   | 7,6  |       |